# Carl Großmann (Politiker)
Carl Joseph Wilhelm Großmann (* 5. August 1816 in Höchst am Main; † 20. Juni 1889 in Wiesbaden) war ein deutscher Jurist und nassauischer Abgeordneter.

## Familie
Großmann war der Sohn des Mainzollamtbesehers und Rats Johann Jacob Ignatz Großmann (* 6. Januar 1769 in Steinheim am Main; † 15. März 1850 in Höchst) und dessen Ehefrau Catarina geborene Will († 7. Oktober 1857 in Höchst), der Tochter des Kriegsrats Johann Philipp Will. Großmann, der katholischer Konfession war, heiratete am 28. Mai 1846 in Höchst Anna Maria geborene Steinebach (* 16. August 1813 in Höchst), die Tochter des Kaufmanns und Gastwirts Johann Seinebach.

## Leben
Großmann besuchte 1830 bis 1836 das Gymnasium Philippinum Weilburg und studierte dann Rechtswissenschaften an den Universitäten Heidelberg, München und Leipzig. 1841 legte er sein Examen ab und wurde aufgrund Krankheit erst 1843 Prokurator in Wiesbaden. 1846 wurde er zum Dr. jur. promoviert. Ab 1848 war er Prokurator am Appellationsgericht Wiesbaden, später am Oberappellationsgericht Wiesbaden. Er trug den Titel eines Justizrates.

## Politik
Nach der Märzrevolution war er von 1848 bis 1851 war er Mitglied der Ständeversammlung der Landstände des Herzogtums Nassau. Er wurde im Wahlkreis X (Königstein/Höchst) gewählt. Im Landtag schloss er sich dem Club der Rechten an. Er war neben Ludwig Heydenreich der führende Vertreter der Großdeutschen im Landtag. Von 1862 bis 1863 gehörte er dem Vorstand des Deutschen Reformvereins an und bewirkte, dass dieser seinen Sitz in Wiesbaden nahm. 1850 wurde er vom Landtag zum Abgeordneten im Staatenhaus des Erfurter Unionsparlaments gewählt, nahm das Mandat jedoch nicht an. Zwischen 1858 und 1863 gehörte er der Ersten Kammer der Landstände an. Er war aus der Gruppe der Grundbesitzer, Wahlkreis II (Montabaur) gewählt worden. Von 1864 bis 1865 gehörte er der Ersten Kammer als Vertreter des Friedrich Wilhelm Schütz von Holzhausen an. 1865 wurde er in einer Nachwahl für Carl Wirth im Wahlkreis VI (Hadamar) in die Zweite Kammer des Landtags gewählt.